# Jasper Taylor (Musiker)
Jasper Taylor (* 1. Januar 1894 in Texarkana, Arkansas; † 7. November 1964 in Chicago) war ein US-amerikanischer Jazzmusiker (Waschbrett, Woodblock, Schlagzeug, Xylophon).

## Leben und Wirken
Taylor wuchs in Texas auf und spielte mit zwölf Jahren Schlagzeug in Young Buffalo Bill’s Wild West Show. Seine frühe Karriere begann er in Minstrel Shows und in Theaterbands. Ab 1913 spielte er in Memphis Schlagzeug, Xylophon und Washboard bei W. C. Handys Orchestra of Memphis („Fuzzy Fuzzy Rag“, Columbia, 1917).
Im Jahr 1917 zog Taylor nach Chicago und spielte in Clarence Jones’ Orchestra. Im Ersten Weltkrieg gehörte er einer Militärkapelle an, der in Frankreich stationierten 365th Infantry Band, die auch Buffalo Soldiers genannt wurde und in der zahlreiche afroamerikanische Soldaten aus Texas und Oklahoma dienten. Nach seiner Rückkehr nach Amerika arbeitete er bei Will Marion Cook und mit W. C. Handy in New York. In den frühen 1920er-Jahren kehrte er nach Chicago zurück und arbeitete im folgenden Jahrzehnt mit Dave Peyton, Jelly Roll Morton, Jimmy O’Bryant, Joe Jordan, Jimmy Blythe, Freddie Keppard, Reuben Reeves, Tampa Red, Frankie „Half Pint“ Jaxon, Fess Williams und Clarence Williams, ferner mit den Bluesmusikern Georgia Tom und Alberta Hunter.
Anfang 1928 nahm Taylor erstmals unter eigenem Namen auf („Stomp Time Blues“/„It Must Be the Blues“, Paramount); in seiner Band Jasper Taylor and His State Street Boys spielten Freddie Keppard (Korneet), Eddie Ellis (Posaune), Johnny Dodds (Klarinette) und Tiny Parham (Piano). Weitere Aufnahmen Taylors entstanden im Juni 1928 für Vocalion (Jasper Taylor and His Original Washboard Band, „Jasper Taylor Blues“, mit R. Q. Dickerson, Johnny Dodds und der Vaudeville-Sängerin Julia Davis).
Während der amerikanischen Depressionsjahre war Taylor gezwungen, außerhalb des Musikgeschäfts zu arbeiten und war als Schuster tätig. In den 1940er-Jahren nahm er seine Musikerkarriere wieder auf und spielte im Raum Chicago u. a. mit Punch Miller, Natty Dominique und Lil Hardin Armstrong. 1953 nahm er mit Art Hodes auf („Someday Sweetheart“); 1961 mit Lovie Austin („Sweet Georgia Brown“). Taylor war von 1917 bis 1961 an 50 Aufnahmesessions beteiligt.
Sandor Demlinger und John Steiner (Destination Chicago Jazz) sehen Taylor als „exzentrischen Rhythmiker“ wie Clifford „Snags“ Jones und Baby Dodds an.